# Lithacodia inchoata
Lithacodia inchoata là một loài bướm đêm trong họ Noctuidae.